# Archives générales de la nation (Colombie)
Pour les articles homonymes, voir Archives générales et Archives générales de la nation.
En Colombie, les Archives générales de la Nation (espagnol : Archivo General de la Nación) ont été créées en 1989. Leur siège est à Bogota. Elles relèvent du ministère de la Culture. Leur budget est de 13 927 878 880 Pesos.